# Великий четвер
Великий Четвер (Чистий четвер, Страсний четвер, Живний четвер) — перший з трьох днів, які в християнстві називають «Велике тридення». Цього дня Ісус Христос у знак покори омив ноги своїм учням і встановив Таїнство Євхаристії на Таємній Вечері. Цього ж дня Ісус молився у Гетсиманському саду, був зраджений Юдою Іскаріотом, заарештований первосвящениками і посаджений в темницю.

## Євангельська оповідь
На п'ятий день після входу Господнього в Єрусалим, тобто у четвер учні запитали Христа: «Де хочеш, щоб ми приготували Тобі їсти паску?» (Мф. 26: 17). Ісус Христос відповів їм: «Підіть до міста, і зустрінеться вам чоловік, який нестиме глек води, підіть за ним, і куди він увійде, скажіть господареві дому того, що Учитель каже: Де світлиця, в якій Я споживатиму паску з Моїми учениками? І він покаже вам велику, прибрану і готову горницю; там приготуйте нам» (Мк. 14: 13-15). Сказавши це, Христос послав двох учнів Своїх — Петра й Іоана. Вони пішли, і все відбулося так, як сказав їм Христос, і приготували паску.

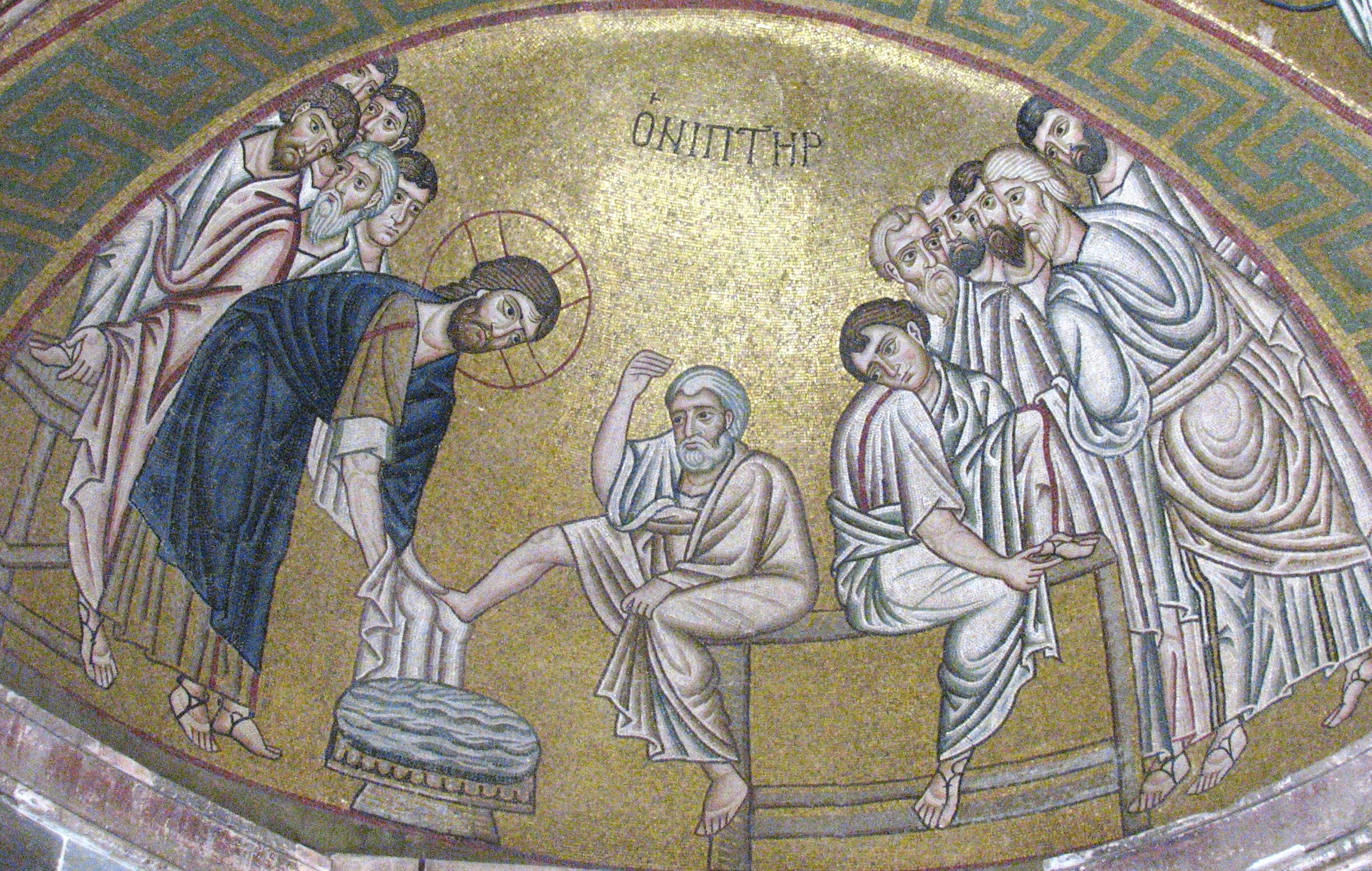
Обмивання ніг учням (мозаїка нартекса Кафоликона монастиря Осіос Лукас, XI ст.)

Ввечері Христос із дванадцятьма своїми учнями прийшов у приготоване місце. Зняв із Себе верхній одяг, обв'язався рушником, налив в умивальницю води і почав омивати ноги учням. Вони обурювалися та відмовлялися. Господь, закінчивши справу, сказав: «Ви називаєте Мене Учителем і Господом, і добре кажете, бо Я Той і є. Отже, якщо Я, Господь і Учитель, умив вам ноги, то і ви повинні вмивати ноги один одному. Бо Я дав вам приклад, щоб і ви робили так само, як Я зробив вам» (Ін. 13, 13-15). Цим прикладом Господь засвідчив не лише Свою любов до учнів Своїх, а й навчив їх смирення, тобто не вважати за приниження для себе служити будь-кому, незалежно від обставин і умов, як-от соціальний статус, матеріальне багатство, освіта тощо.

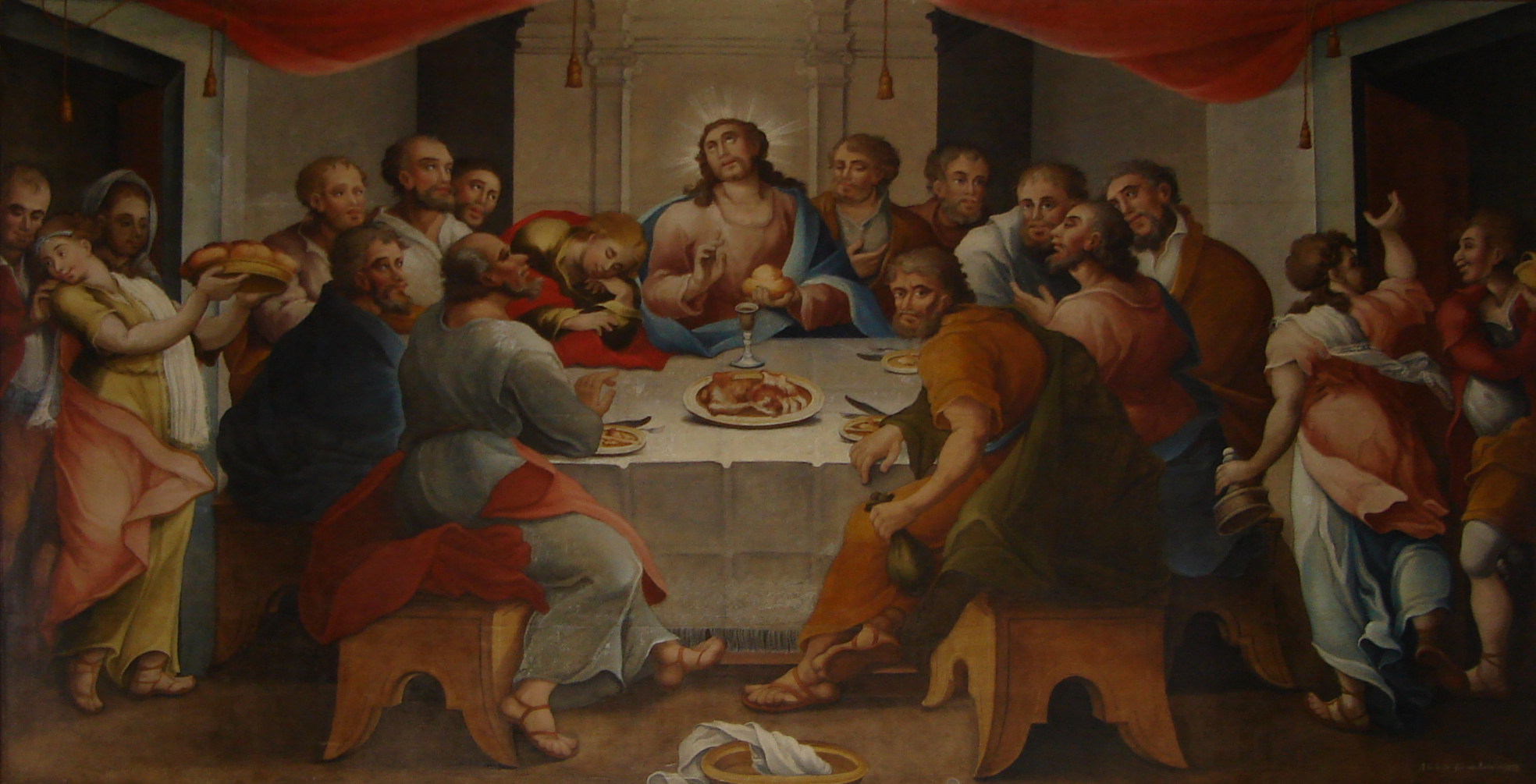
Тайна вечеря, Мануель да Коста Атайде (1762—1830)

Центральною подією вечора стало встановлення Таїнства Святого Причастя. Тому й називається вона Тайною Вечерею. Ісус Христос, узявши хліб, благословив його, розламав на частини і, даючи учням, сказав: «Прийміть, споживайте — це є Тіло Моє, що за вас ламається на відпущення гріхів». Потім узяв чашу з виноградним вином, благословив і, подаючи учням, промовив: «Пийте з неї всі, це є Кров Моя Нового Завіту, що за вас і за багатьох проливається на відпущення гріхів». Ці слова означають, що у вигляді хліба й вина Спаситель подав те саме Тіло Своє і ту саму Кров, які на другий день після цього Він віддав на страждання і смерть за наші гріхи. Як хліб і вино стали Тілом і Кров'ю Господа — це таємниця, незбагненна навіть для ангелів, тому називається таїнством. Причастивши апостолів, Господь дав заповідь завжди здійснювати це таїнство, чинити так на спомин про Нього. Спогадом про це таїнство є Божественна Літургія.

## Відзначення у православній та католицьких церквах візантійського обряду
На п'ятий день після входу Господнього в Єрусалим віруючі християни відзначають Великий четвер, починаючи з якого протягом трьох днів усі церковні служби будуть присвячені спогадам про земні страждання Ісуса Христа. Сам Великий четвер, який іменується також Чистим, присвячується спогаду Тайної Вечері, під час якої Спаситель омив ноги Своїм учням, показавши тим самим приклад братської любові та служіння.
У традиції Православної та Католицьких Церков із Великим четвергом за стародавнім звичаєм пов'язаний з мироварінням. Приготування святого мира вважається предметом особливої важливості, оскільки через помазання миром усім хрещеним у Церкві подається благодать Святого Духа.
Богослужіння Великого Четверга присвячене спомину Тайної Вечері, коли була звершена перша Євхаристія й апостоли причастилися Тіла і Крові Христових. За вечірнім богослужінням цього дня згадується молитва Ісуса Христа в Гетсиманському саду, зрада Його Юдою і взяття під варту. У Великий Четвер звершується Літургія святителя Василія Великого, яка поєднується з Вечірньою на знак того, що Тайна Вечеря була звершена Господом саме ввечері. Під час Літургії кілька разів повторюється пісня: «Вечері Твоєї Тайної, Сину Божий, причасником мене сьогодні прийми, бо ворогам Твоїм тайни не розповім і цілування не дам Тобі, як Юда, але як розбійник, визнаю Тебе: пом'яни мене, Господи, у Царстві Твоїм».
У Великий Четвер увечері служиться по слідування Святих і Спасительних Страстей Господа нашого Ісуса Христа. Під час цієї служби читають дванадцять Євангелій, тобто 12 уривків з усіх чотирьох Євангелій, де йдеться про страждання Христа перед розп'яттям, починаючи з останньої бесіди Його з учнями за Таємною Вечерею і завершуючи похованням Його в саду Йосифа Арамейського та приставлянням військової сторожі до Його гробу. Під час читання Євангелій всі, хто моляться, стоять із запаленими свічками, засвідчуючи цим, з одного боку, те, що слава і велич не покинули Господа і під час Його страждань, а з другого боку — гарячу любов до свого Спасителя.

## Українські народні традиції Чистого четверга

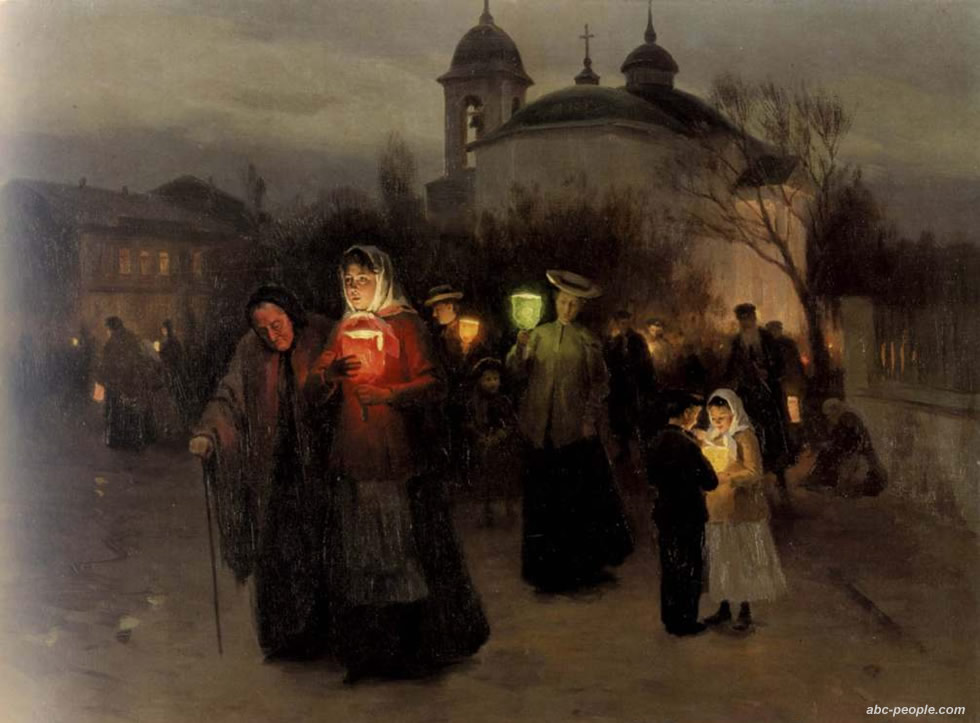
Пимоненко — «Страсний четвер» — зображена Стара (Гетьманська) Трьох-Анастасіївська церква в Глухові

Прийнято готувати великодні паски, а також наводити порядок у домі перед головними днями Пасхального тижня.
Існує також звичай нести після вечірнього богослужіння зі собою запалену страсну свічку (з якою простояли всю службу) додому та на порозі дверей до свого будинку вгорі накреслити димом від вогню хрест, «щоб лиха нечисть хату минала».
Страсна свічка у народних віруваннях мала велику магічну силу. Вважали, якщо полум'ям страсної свічки випалити хрест на воротах, то в двір не забіжить «поганий собака», тобто «нечиста сила», яка у цей вечір бігає по землі, взявши на себе таку подобу. Крім того, таку свічку запалювали перед святими образами, коли на людину нападав страх, а також при тяжкій хворобі людей або худоби, під час тяжких пологів, давали в руки вмираючому. Пасічники з цією свічкою ходили до бджільника.
Чистий четвер зветься тому, що це день весняного очищення. До заходу сонця традиційно прибирали в хатах, коморах, замітали подвір'я, білили стовбури дерев у дворі, в садку й за двором. Зібране сміття, галузки дерев, різний бур'ян палили посеред двору, щоб «очистити землю від зими, морозу, смерті й усякої нечисті».
За повір'ям, брудну воду після прибирання не варто виливати в межах дому, бо негативна енергетика такої води може негативно вплинути на подальше життя. Тому краще виливати її в місцях, де нічого не росте, наприклад, на каміння або дорогу.
Аби бути здоровими, хворі люди цього дня купалися задовго до світанку, а воду, в якій милися, виливали на перехресну дорогу, ще й Бога молили: «Дай, Боже, здоров'я в ручки, ніжки, ще й у живіт трішки». У гарячу воду, в якій мами купали дітей у чистий четвер, клали галузки посвяченої верби. Вважається, що така вода змиває всі хвороби, заліковує всі рани.
Обережні люди зранку цього дня з хати не виходили, а якщо були в дорозі, то оминали перехрестя, «щоб хвороба не вчепилася».
В Чистий четвер стрижуть дітей, «щоб волосся не лізло та щоб голова не боліла».
На Київщині, Поділлі та Лівобережжі Чистий четвер — це «Навський Великдень». За стародавнім народним віруванням Бог тричі на рік відпускає мерців з «того світу»: перший раз — у Чистий четвер, вдруге — коли квітують жита, втретє — на Спаса.